# Shirl Conway
Shirl Conway, nata Shirley Elizabeth Crosman (Franklinville, 13 giugno 1916 – Shelton, 7 maggio 2007), è stata un'attrice statunitense.

## Filmografia

### Cinema
- You Can't Fool an Irishman, regia di Alfred Travers (1949)

### Televisione
- Route 66 – serie TV, un episodio (1961)
- La parola alla difesa (The Defenders) – serie TV, un episodio (1961)
- La città in controluce (Naked City) – serie TV, un episodio (1962)
- The Nurses – serie TV, 98 episodi (1962-1965)